# Jožef Jazbec
Jožef Jazbec, slovenski gostilničar, partizan in ljudski pesnik, * 28. maj 1913, Tupelče, † 22. junij 1989, Tupelče.
V domačem kraju je vodil gostilno, ki so jo obiskovali zlasti primorski kulturni delavci. Njegova gostilna je delovala kot svojevrsten razstavni prostor, tu so svoje slike predstavili med drugimi tudi Robert Hlavaty, Avgust Černigoj in Lojze Spacal. Prve pesmi je napisal že kot učenec osnovne šole. Največ pa je pesnil med vojno. V narodnoosvobodilni borbi je bil orožar  v Južnoprimorskem odredu ter v Kosovelovi in Bazoviški brigadi. Pisal je predvsem domoljubne pesmi. Njegov zvezek z rokopisi hrani Goriški muzej.